# Brencelj v lažnivi obleki
Brencelj v lažnjivi obleki je bilo humoristično glasilo, ki ga je v letih 1869-1875 in 1877-1885 v Ljubljani izdajal Jakob Alešovec.  Brencelj je bil prvi slovenski humoristično-satirični časopis.
Prva številka časopisa je izšla 5. januarja 1869, zadnja pa skoraj šestnajst let kasneje, 10. januarja 1885. List je kasneje tudi spremenil ime v Novi Brencelj v zbadljivi in šaljivi obleki. 
Jakob Alešovec je časopis urejal in tudi napisal večino vsebine. S humorjem je predstavljal tedanje nemške oblastnike in nemškutarje (na piki je imel predvsem Karla oziroma Dragotina Dežmana), včasih tudi slovenske liberalce. Zaradi preostrega zbadanja si je nakopal veliko težav in je moral zato v zapor. Dva meseca je tako preživel zaprt v Žabjeku v Ljubljani, o tem je izdal tudi delo Ričet iz Žabjeka, kuhan v dveh mesecih in zabeljen s pasjo masto.
Leta 1885 se je Alešovcu tako poslabšal vid, da skoraj ni mogel več brati in pisati. Izdajanje Brenclja je začasno prekinil, ker pa se mu zdravje ni izboljšalo, je list dokončno prenehal izhajati.